# Вільмош Ванцак
Вільмош Ванцак (угор. Vanczák Vilmos, нар. 20 червня 1983, Мішкольц) — угорський футболіст, центральний захисник швейцарського «Сьйона» і національної збірної Угорщини.
Триразовий володар Кубка Швейцарії. 

## Клубна кар'єра
Народився 20 червня 1983 року в місті Мішкольц. Вихованець юнацьких команд футбольних клубів «Діошдьйор», «Вашаш» і «Уйпешт». При цьому перший матч на дорослому рівні провів за «Діошдьйор» ще у 15-річному віці. У 18 років, вже перебуваючи в «Уйпешті» вже досить регулярно залучався до ігор основної команди? а починаючи з сезону 2003/05 20-річний на той час Ванцак вже був одним з основних центральних захисників команди.
Сезон 2006/07 провів у Нідерландах, де на умовах оренди грав за «Сент-Трюйден».
17 липня 2007 року уклав чотирирічний контракт зі швейцарським «Сьйоном», де відразу став ключовим оборонцем команди та одним з її лідерів. Завдяки вправній грі головою та активним підключенням до атакуючих дій під час розіграшу стандартних ситуацій угорський захисник регулярно відзначався забитими голами, а в сезоні 2011/12 з 9 голами навіть став найкращим бомбардиром «Сьйона» у матчах першості Швейцарії. Тричі виборював титул володаря Кубка Швейцарії. 2013 року провів свою 200-ту гру за команду зі Сьйона у національних чемпіонатах, відтоді продовжує захищати її кольори.

## Виступи за збірну
2004 року дебютував в офіційних матчах у складі національної збірної Угорщини. Наразі провів у формі головної команди країни 80 матчів, забивши 4 голи.

## Титули і досягнення
- Володар Кубка Швейцарії (3):

«Сьйон»:  2008-09, 2010-11, 2014-15